# Bayerische Pt 2/5 H
Die Dampflokomotive der Gattung Pt 2/5 H der Königlich Bayerische Staatsbahn wurde von der Firma Krauss für die Nürnberger Gewerbeausstellung 1906 als Heißdampfausführung der bayerischen D XII gebaut. Neben dem Überhitzer war die Kessellage erhöht worden, die Feuerbüchse tiefer ausgebildet worden und die Zylinderdurchmesser waren vergrößert worden. Da die Lok mit nur zwei Kuppelachsen den Leistungsanforderungen jener Tage bereits nicht mehr gerecht werden konnte, blieb sie ein Einzelstück. Sie wurde trotzdem von der Deutschen Reichsbahn übernommen und 1933 ausgemustert. Die Lok verfügte über ein Heißdampftriebwerk. Das Exemplar wurde nach der Ausmusterung verschrottet.